# Kel Ahaggar

Flagge der Kel Ahaggar

Kel Ahaggar (auch: Ihaggaren; tuareg-berberisch ⴽⴻⵍ ⴰⵃⴰⴳⴳⴰⵔ) sind ein Verbund von Tuareg, zumeist Nomaden, die im südlichen Algerien leben.

## Verbreitung
Der Lebensraum der Kel Ahaggar liegt im Ahaggargebirge. Die nördlichste Erstreckung ihres Territoriums reicht im Norden über die Teffedest-Berge bis nach Arak. Im Süden überschreiten sie die Staatsgrenze zu Niger, da wichtige Weidegebiete für die Kamele in der Ebene Tamesna nordwestlich der Oase Ingall und zwischen Adrar des Ifoghas und Aïr liegen. Kel Ahaggar leben insbesondere zwischen In-Abangarit und Tegguida-n-Tessoum. Die Gruppe der Kel Ahaggar wird auf 5000 Menschen geschätzt. Sie sprechen Tahaggart, einen Dialekt des Tamascheq.

## Wirtschaft und Soziales
Das Ahaggar-Gebirge, das nach dem Tibesti im nördlichen Tschad das höchste in der Sahara ist, wirkt wie ein Wasserspeicher. Aus diesem Grund treffen die Tuareg in den Tälern auf nutzbare Vegetation und können kleinere, landwirtschaftlich tragfähige Oasen kultivieren. Vor allem werden Feldfrüchte angebaut. In früheren Zeiten überließen die Kel Ahaggar die Arbeiten der Feldbewirtschaftung meist den sesshaften Haratin und Sklaven. Soweit Kel Ahaggar in den Gebirgsregionen selbst sesshaft geworden sind, bauen sie Getreide, Obst und Gemüse an. Dattelpalmen gedeihen hier aufgrund der niedrigen Temperaturen schlecht, aber dafür wachsen Feigen- und Olivenbäume.
Es besteht eine zunehmende Tendenz einzelner Gruppen der Kel Ahaggar dahin, ihr nomadisches Leben aufzugeben und permanent sesshaft zu werden. Die politischen Unruhen in Nordalgerien seit Anfang der 1990er Jahre haben beträchtliche Zuwanderungswellen von Arabern ins Stammland der Kel Ahaggar mit sich gebracht (Tamanrasset). Afrikanische Migranten aus den Subsahara-Ländern stoßen hinzu. Die Kel Ahaggar entwickeln sich zu einer Minorität in ihrer eigenen Region. Die westlich von Tamanrasset gelegene, traditionell als überregionaler Verbindungspunkt fungierende Oase Abalessa gerät in eine Lage der Peripherie. Das typische, netzartige Sozialgefüge gerät zunehmend in ein Ungleichgewicht.

## Stämme
Die Kel Ahaggar unterteilen sich in verschiedene Stämme. Die wichtigsten sind die Aït Loaien, Dag Rali, Iregenaten, Kel Rela, Kel Silet, Taituq und Tégéhé Millet.

## Nachbarliche Tuareg
Nachbarn der Kel Ahaggar sind im Nordosten die Kel Ajjer. Mit ihnen bestand ursprünglich eine politische Einheit. Diese wurde allerdings im 17. Jahrhundert aufgegeben. Im Übergangsgebiet zum Sahel um das nigrische Aïr-Gebirge leben die Kel Aïr sowie Kel Ewey. Im Westen, Richtung Grenze zu Mali, nomadisieren die Kel Adrar und die Kel Iforas um das Adrar des Iforas.